# HD 93250
HD 93250은 광도가 매우 높고 뜨거운 쌍성으로 용골자리 성운내에 있다.

## 위치

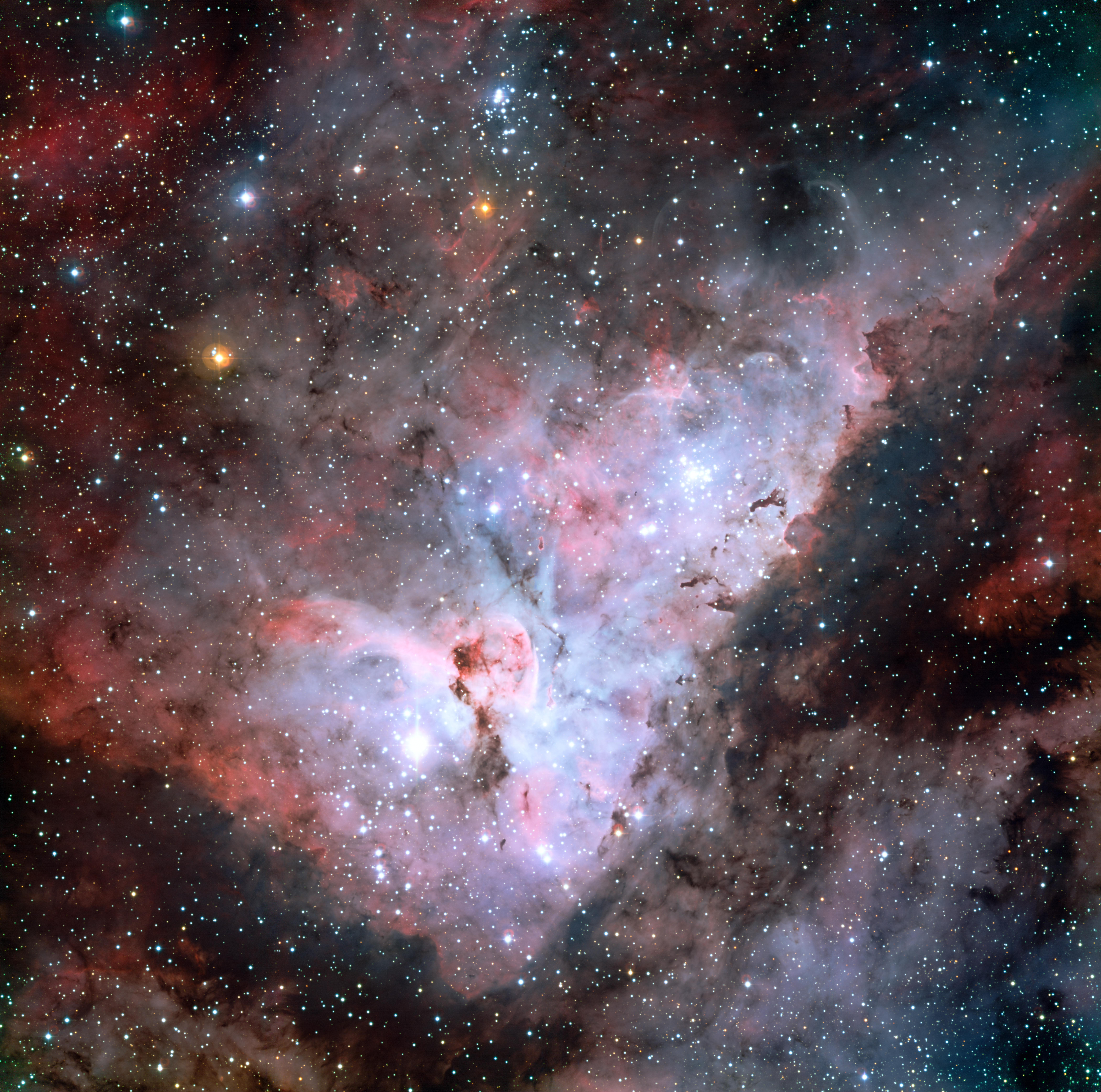
HD 93250이 속해 있는 용골자리 성운.

HD 93250은 용골자리 성운 영역 내에서 매우 밝은 별들 중 하나로 용골자리 에타로부터 7.5 분각밖에 떨어져 있지 않다. HD 93250은 성긴 산개성단 트럼플러 16의 구성원으로 간주되나, 더 작은 성단 트럼플러 14에 보다 가까이 있는 것으로 보인다.
HD 93250은 HD 93268, HDE 303311 등 좀 더 어두운 별 일곱 개와 같은 영역에 있다. 이 밝은 별들이 별개의 성단인 콜린더 232의 중심부 항성들이라는 주장도 제기되어 왔으나 해당 영역에 이들보다 더 어두운 별들이 밀집되어 있지 않기 때문에 콜린더 232는 실존하는 성단이 아니며 HD 93250은 기존 성단의 외곽에 위치하는 항성일 가능성이 더 높아 보인다.
트럼플러 16의 구성원이라는 점에서 HD 93250의 나이와 지구로부터 이 별까지의 거릿값은 일정범위 내로 제약을 받는다.

## 스펙트럼
HD 93250은 쌍성으로 알려져 있지만 구성원 둘의 개별적 스펙트럼은 분리되어 관측된 바 없다.(다만 둘의 스펙트럼은 서로 매우 비슷할 것으로 보인다.) HD 93250의 분광형은 O5, O6/7, O4, O3 등 다양하게 제시되어 왔으며 광도분류상으로도 주계열 혹은 거성으로 분류되기도 한다. 은하계 O형 항성 분광계 조사(Galactic O-Star Spectroscopic Survey)는 이 별을 새로 도입한 'O4형 준거성'의 표준별로 사용하고 있다.

## 쌍성계
HD 93250은 용골자리 성운에서 가장 밝은 엑스선원이다. 서로 가까이 있는, 뜨겁고 광도 높은 쌍성계 구성원들이 뿜는 항성풍이 서로 충돌하여 이 엑스선이 발생하는 것이라는 학설이 오래 전부터 제기되어 왔으나 이 가설을 입증할 분명한 시선속도 변화를 아직 잡아내지 못했다.
2010년 VLT의 AMBER 간섭계는 HD 93250의 구성원들을 둘로 구별하여 관측하는 데 성공했다. 상대운동 혹은 시선속도상의 변화가 관측되지 않아 두 항성의 궤도 및 특성은 아직 불확실하다. 두 별 사이 거리는 1.5 밀리초각으로 대략 3.5 천문단위에 해당된다. 구성원 둘은 측정 가능한 색채상 차이가 나타나지 않기 때문에 둘 다 뜨거운 O형 항성에 상대별과의 질량차는 자기 질량의 10%를 넘지 않을 것 같다.

## 특성
지금까지 HD 93250의 물리적 특성은 이 별이 단독성이라는 가정하에서만 계산된 값들로 표면 온도는 50,000 켈빈, 광도는 태양의 100만 배 정도이다. HD 93250의 질량을 계산한 결과 분광 조사 모형과 항성진화 모형 사이에 불일치가 발생했는데 이 불일치는 쌍성계의 구성원 둘을 분석하여 해결할 수 있을 것이다.

## 같이 보기
- 질량이 큰 항성 목록